# Аргир Кузовски
Аргир (Гиро) Кузовски е гръцки комунистически деец от Егейска Македония.

## Биография
Роден в костурското село Четирок, на гръцки Месопотамия. Става член на Гръцката комунистическа партия преди Втората световна война. Включва се в комунстическото съпротивително движение през Втората световна война, като набира желаещи да станат партизани. През 1944 година получава ръководни функции в Първа егейска ударна бригада. По време на Гражданската война в Гърция е член на оперативен щаб на Демократичната армия на Гърция и отговаря за хората от област Македония в бригадата на ДАГ.